# Frederico Curvelo
Frederico Curvelo (11 de julio de 1997) es un deportista de Portugal que compite en atletismo. Ganó una medalla de plata en el Campeonato Europeo de Atletismo por Equipos de 2019, en la prueba de 4 × 100 m.